# Axel Heiberg
Axel Heiberg (16 de março de 1848 – 4 de setembro de 1932) foi um diplomata norueguês, empresário e patrono.

## Biografia
Heiberg estudou fora do seu país de origem e, após um período como cônsul da Noruega na China, regressou a casa, onde financiou a criação da destilaria Ringnes em 1876, juntamente com os irmãos Amund Ringnes (destilador) e Ellef Ringnes (administrador e vendedor).
Juntamente com o proprietário de navios Thomas Fearnley, a destilaria patrocinou a expedição ao Polo Norte de Fridtjof Nansen e Otto Sverdrup, e financiou a construção do navio de exploração Fram. Heilberg foi homenageado ao ser dado o seu nome à Ilha Axel Heiberg no Canadá, ao Glaciar Axel Heiberg na Antártida e às ilhas Geiberg na Sibéria.
Em 1878, Heiberg foi um dos fundadores do clube de remo Christiania RK. Mais tarde fundaria o "Fundo do Cônsul Axel Heiberg e Fabricante Hans B. Fasmer" (transferido, em 1915, para o Fundo Fridtjof Nansen). Em 1898, criou a Sociedade Florestal Norueguesa sendo o seu administrador até 1923.
Foi casado com Ragnhild Meyer, filha de Thorvald Meyer; tiveram um filho, Ingeborg.